# 巴伊特体育场
巴伊特体育场，也称拜特体育场（羅馬化：Āstād āl-Bayt，直译：「家园体育场」），位于卡塔尔豪爾，是一座可伸縮天幕的體育場，是2022年國際足總世界盃的赛场之一。

## 历史
卡塔尔竞争2022年世界杯足球赛主办权时，申办方案中的12座球场就包含一座位于豪爾的“豪爾体育场”。按照这一方案，豪尔体育场世界杯期间可容纳45,330名观众，世界杯后保留25,500个永久座椅，高层看台的19,830个模块式座椅将被拆除；体育场的造型模仿贝壳，顶棚可以弯曲。赢得主办权后，卡塔尔将12座体育场减为8座。八座体育场之一仍然建在豪爾。2014年6月卡塔尔发布了位于豪尔的体育场的正式设计方案。新方案将世界杯期间的观众容量增加到6万，世界杯后观众容量减至3.2万人；体育场外形改为模仿贝都因人传统的帐篷，体育场也因之命名为巴伊特体育场。
巴伊特体育场计划在2020年底完工。2022年国际足联世界杯开幕式在巴伊特体育场举行。此外，巴伊特体育场将承办自世界杯小组赛至半决赛的比赛。世界杯后，体育场的上层看台将被拆除，球场将成为豪尔当地俱乐部艾哥爾體育會的主场。

## 建筑
巴伊特体育场的造型模仿卡塔尔沙漠游牧民的帐篷。外立面的黑色条纹和体育场内部的图案也模仿了帐篷的纹饰。顶棚可以开合。体育场内装有空调。
世界杯后，巴伊特体育场上层看台的座椅将被拆除并捐赠。体育场的包厢层将改建为五星级酒店，体育场内将开设购物中心、餐厅、健身房和多功能厅。此外，体育场内还将开设运动医学中心。体育场外围已建成公园、跑道、自行车道、游乐场、咖啡厅、餐馆。
2020年，巴伊特体育场获得全球可持续性评估体系五星级认证，成为卡塔尔世界杯第二座获五星级认证的球场。

## 備註
1. ↑  部分媒体作“海湾球场”、“阿尔拜特体育场”
2. ↑  早期的方案把世界杯开幕式和决赛都安排在卢塞尔体育场[7]。2020年7月发布的正式版赛程将开幕式改在巴伊特体育场[8]。